# Soenjono Dardjowidjojo
Soenjono Dardjowidjojo (ur. 24 lipca 1938 w Kajen, zm. 22 września 2009) – indonezyjski językoznawca. Zajmował się m.in. akwizycją języka i psycholingwistyką.
Współautor istotnej gramatyki języka indonezyjskiego – Tata Bahasa Baku Bahasa Indonesia. Autor książek językoznawczych i podręczników do nauki języka indonezyjskiego.

## Życiorys
W 1959 roku uzyskał bakalaureat z anglistyki w Yogyakarcie, w 1964 roku zaś magisterium z językoznawstwa stosowanego na Uniwersytecie Hawajskim. Doktoryzował się w 1967 roku na Uniwersytecie Georgetown.
Wykładał na Uniwersytecie Wiktorii w Nowej Zelandii (1968–1970). Przez 12 lat przebywał na Uniwersytecie Hawajskim. Od 1974 r. profesor nadzwyczajny (Associate Professor) Uniwersytetu Hawajskiego. Od 1982 roku był związany z Universitas Katolik Indonesia Atma Jaya, gdzie nauczał i pełnił funkcje administracyjne.
Jako prezes stowarzyszenia Masyarakat Linguistik Indonesia (1982–1985, 1999–2003, 2007–2009) działał na rzecz rozwoju indonezyjskiej lingwistyki. Jego artykuły były publikowane w czasopismach i seriach wydawniczych, takich jak „International Journal of the Sociology of Language”, „Pacific Linguistics”, „Oceanic Linguistics” i „English Australia Journal”.

## Wybrana twórczość
Wśród istotnych prac można wymienić:
- Sentence Patterns in Indonesian (1978, 1993)
- Vocabulary Building in Indonesian (1982)
- Psikolinguistik: Pengantar Pemahaman Bahasa Manusia (2003)
- Echa: Kisah Pemerolehan Bahasa Anak Indonesia (2000)
- English Phonetics and Phonology for Indonesians (2009)